# Städer i Mahiljoŭs voblast
Städer i Mahilioŭ voblasć i Republiken Vitryssland har kriterier för ortskategorierna bestämda i enlighet med Republiken Vitrysslands lag (den 5 maj 1998 № 154-Z) ”Om administrativa och territoriella uppdelningen och om ordningen för att lösa frågor om den administrativa och territoriella anordningen i Republiken Vitryssland”.
Städerna är indelade i följande underkategorier:
- en stad av republikansk subordination – Minsk stad, Republiken Vitrysslands huvudstad;
- städer av regional subordination – de största orterna (med en folkmängd på minst 50 000 personer), som är administrativa och stora ekonomiska och kulturella centra med en utvecklad industriell och social infrastruktur;
- städer av distriktssubordination – orter med en befolkmängd på minst 6000 personer, med industrianläggningar, ett nätverk av institutioner för socialt, kulturellt och ekonomiskt ändamål, med förutsättningarna för vidareutveckling och befolkningstillväxt.

## Karta över städer i Mahilioŭ voblasć
Städer med folkmängd:
|  |  | – 200 000 och mera        |  |  | – från 10 000 till 19 999 |
|  |  | – från 20 000 till 49 999 |  |  | – 9 999 och mindre        |

Den gröna färgen indicerar städer med ökande folkmängd, och den röda med minskande folkmängd.

## Antal städer och folkmängd
Den 14 oktober 2009 (folkräkning) (och den 1 januari 2016) fanns det i Mahilioŭ voblasć 15 städer, däribland 2 städer av regional subordination och 13 städer av distriktssubordination:
| Folkmängd               | Antal | Antal i procent | Personer | Personer i procent |
| ----------------------- | ----- | --------------- | -------- | ------------------ |
| 200 000 och mera        | 2     | 13,33 %         | 573 371  | 72,91 %            |
| från 20 000 till 49 999 | 3     | 20,00 %         | 92 522   | 11,77 %            |
| från 10 000 till 19 999 | 6     | 40,00 %         | 88 023   | 11,19 %            |
| 9 999 och mindre        | 4     | 26,67 %         | 32 446   | 4,13 %             |
| Summa                   | 15    | 100,00 %        | 786 362  | 100,00 %           |

## Lista över städer i Mahilioŭ voblasć
Latinska namnen på listan är skrivna i enlighet med de officiella nationella och internationella translitterationsreglerna.

| Nr | Vapen | Namn (latinskt) | Namn (kyrilliskt) | Distrikt (rajon)      | Folkmängd (folkräkning, 2009) | Folkmängd (beräkning, 2016) | Förändring |
| -- | ----- | --------------- | ----------------- | --------------------- | ----------------------------- | --------------------------- | ---------- |
| 1  |       | Mahilioŭ        | Магілёў           | Mahilioŭ stad         | 358 279                       | 378 077                     | +5,53 %    |
| 2  |       | Babrujsk        | Бабруйск          | Babrujsks stad        | 215 092                       | 217 975                     | +1,34 %    |
| 3  |       | Horki           | Горкі             | Horki distrikt        | 32 777                        | 33 830                      | +3,21 %    |
| 4  |       | Asipovičy       | Асіповічы         | Asipovičy distrikt    | 32 543                        | 31 498                      | −3,21 %    |
| 5  |       | Kryčaŭ          | Крычаў            | Kryčaŭ distrikt       | 27 202                        | 26 325                      | −3,22 %    |
| 6  |       | Bychaŭ          | Быхаў             | Bychaŭ distrikt       | 17 031                        | 17 012                      | −0,11 %    |
| 7  |       | Klimavičy       | Клімавічы         | Klimavičy distrikt    | 17 064                        | 16 445                      | −3,63 %    |
| 8  |       | Škloŭ           | Шклоў             | Škloŭ distrikt        | 16 439                        | 16 425                      | −0,09 %    |
| 9  |       | Kasciukovičy    | Касцюковічы       | Kasciukovičy distrikt | 15 993                        | 15 850                      | −0,89 %    |
| 10 |       | Čavusy          | Чавусы            | Čavusy distrikt       | 10 692                        | 10 525                      | −1,56 %    |
| 11 |       | Mscislaŭ        | Мсціслаў          | Mscislaŭ distrikt     | 10 804                        | 10 376                      | −3,96 %    |
| 12 |       | Kiraŭsk         | Кіраўск           | Kiraŭsks distrikt     | 8 756                         | 8 817                       | +0,70 %    |
| 13 |       | Čerykaŭ         | Чэрыкаў           | Čerykaŭ distrikt      | 8 177                         | 8 149                       | −0,34 %    |
| 14 |       | Slaŭharad       | Слаўгарад         | Slaŭharads distrikt   | 7 992                         | 7 812                       | −2,25 %    |
| 15 |       | Kličaŭ          | Клічаў            | Kličaŭ distrikt       | 7 521                         | 7 423                       | −1,30 %    |

## Bildgalleri

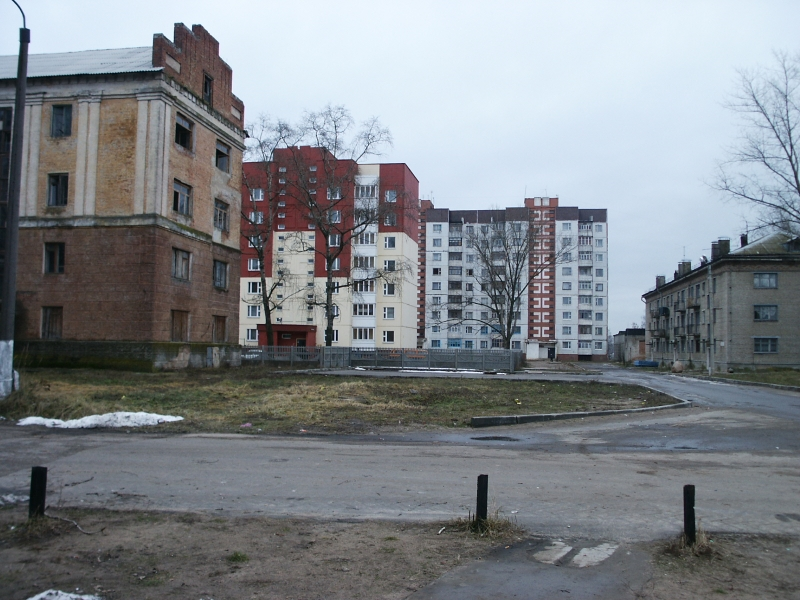
Asipovičy
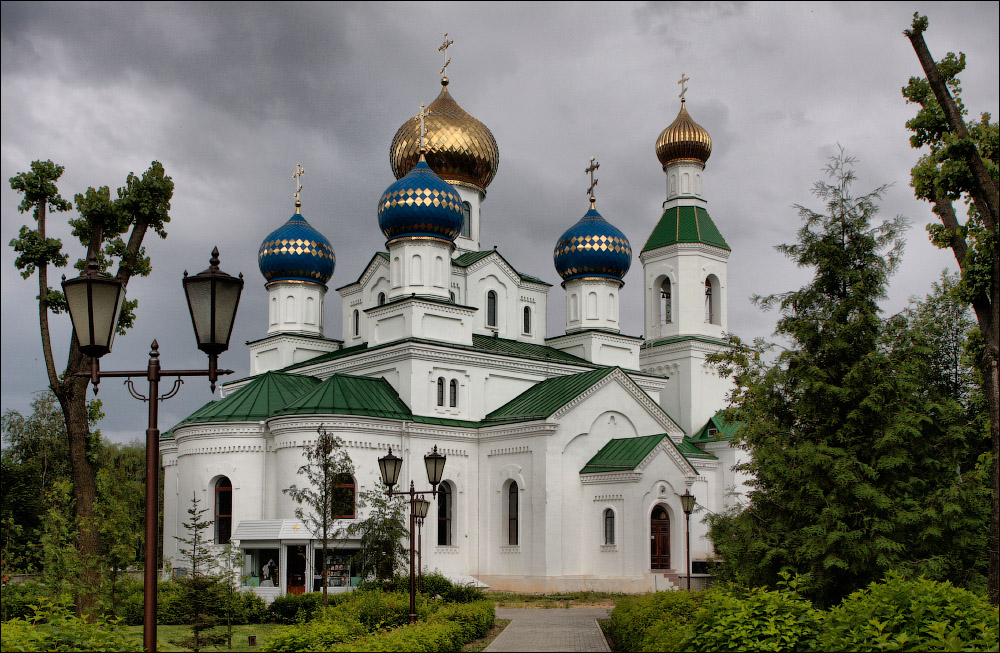
Babrujsk
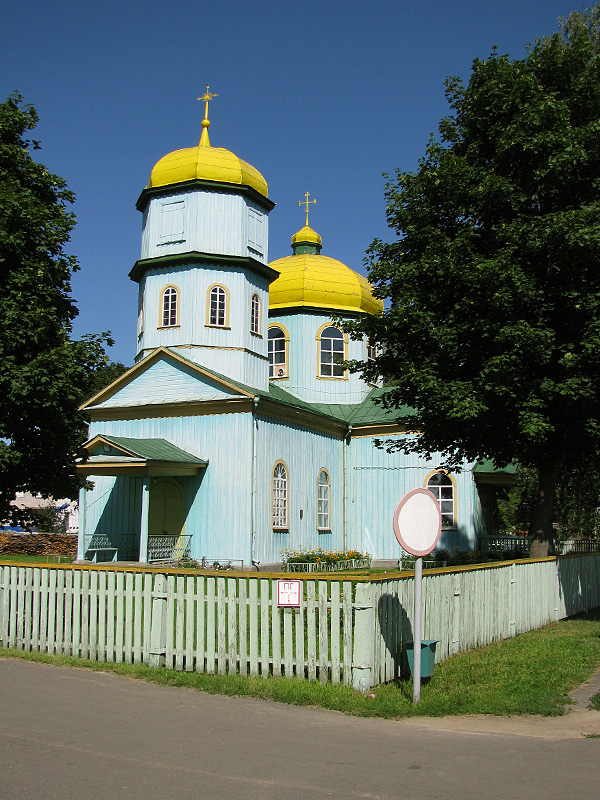
Bychaŭ
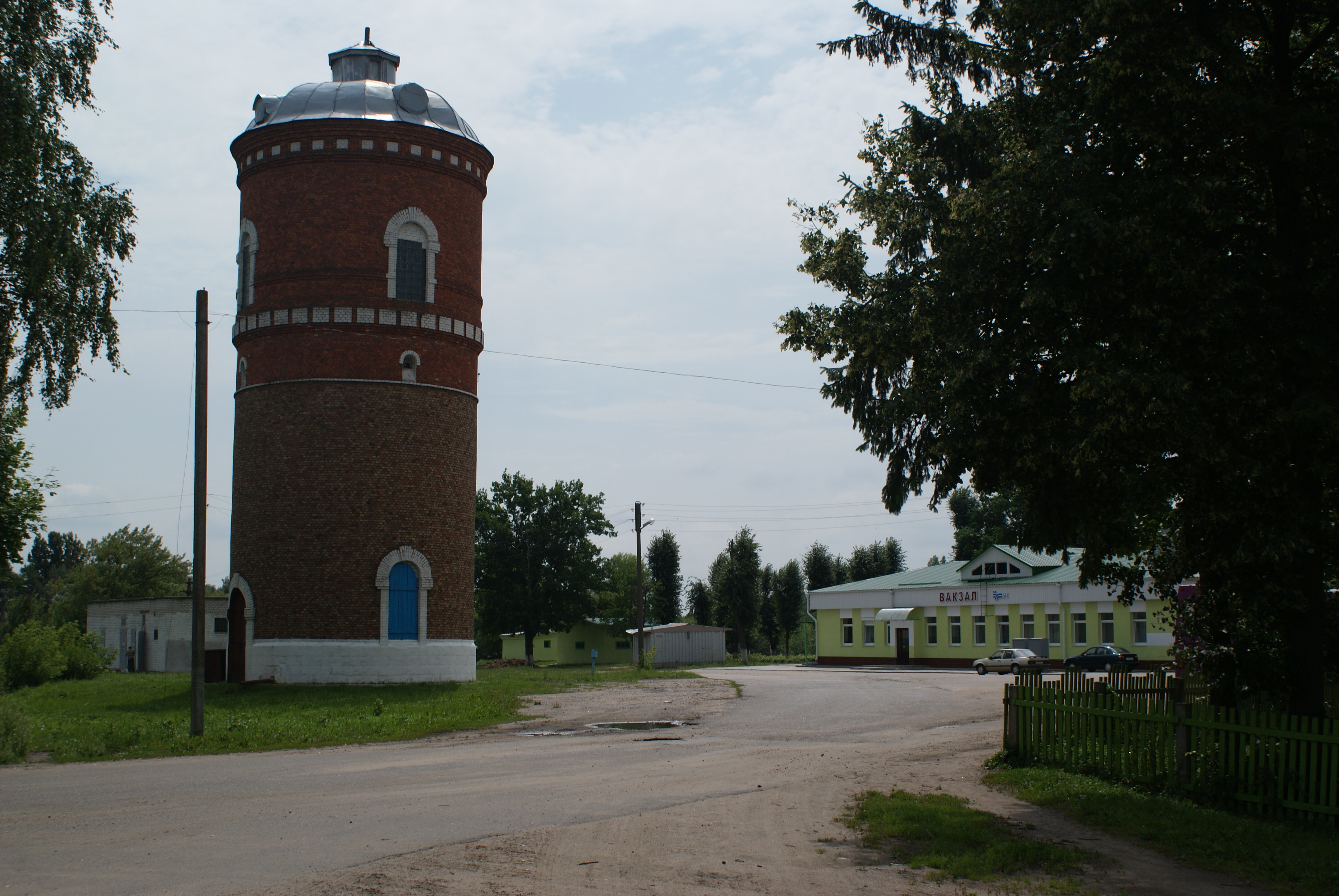
Čavusy
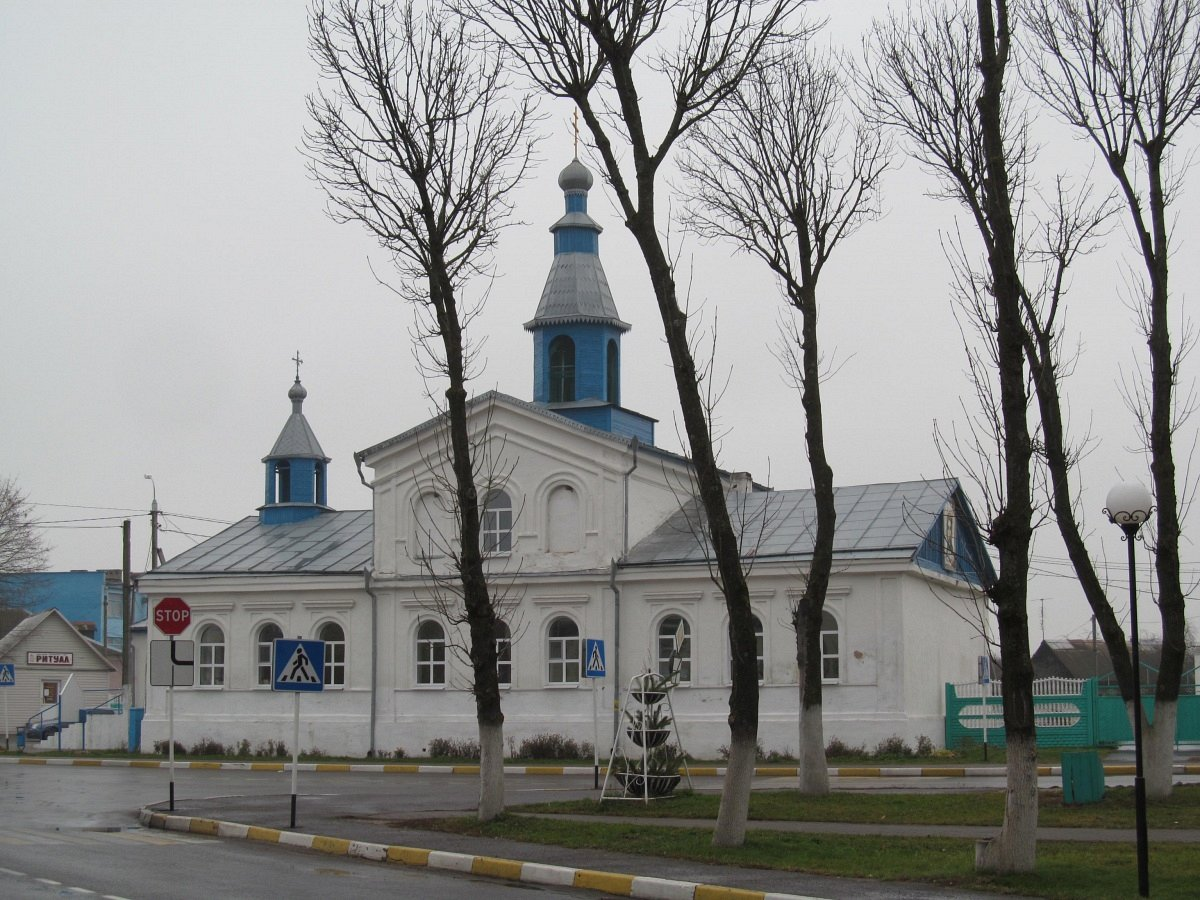
Čerykaŭ
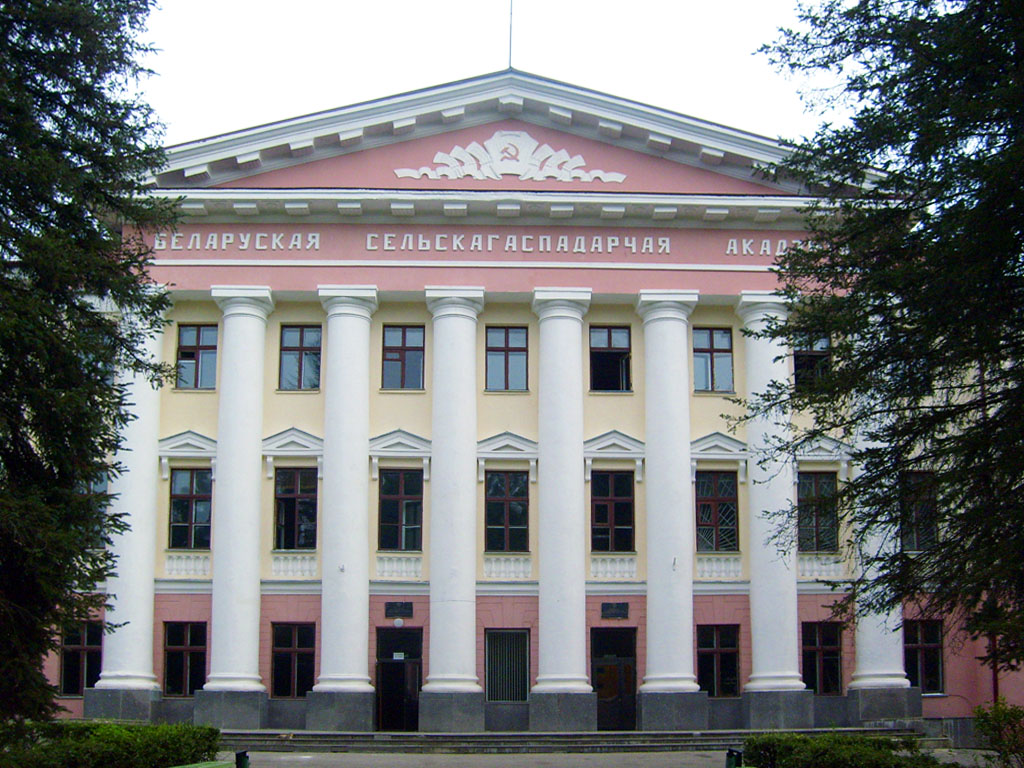
Horki
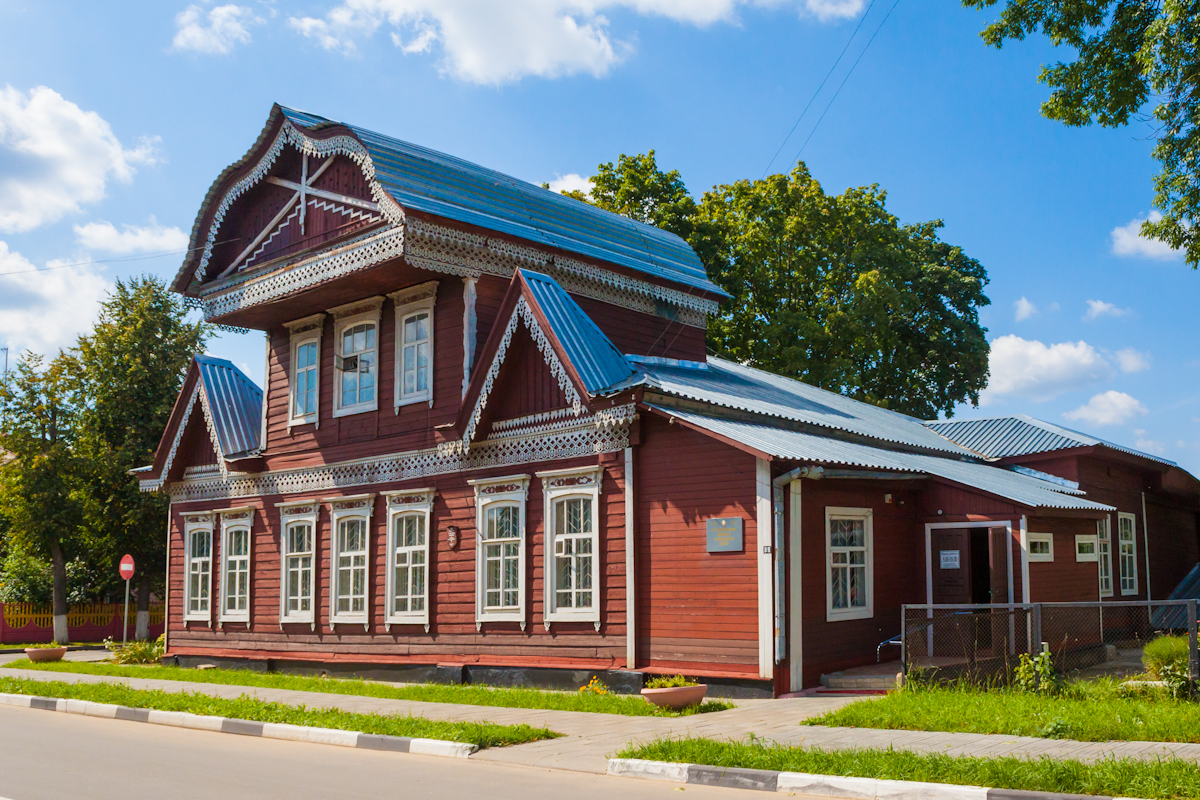
Klimavičy
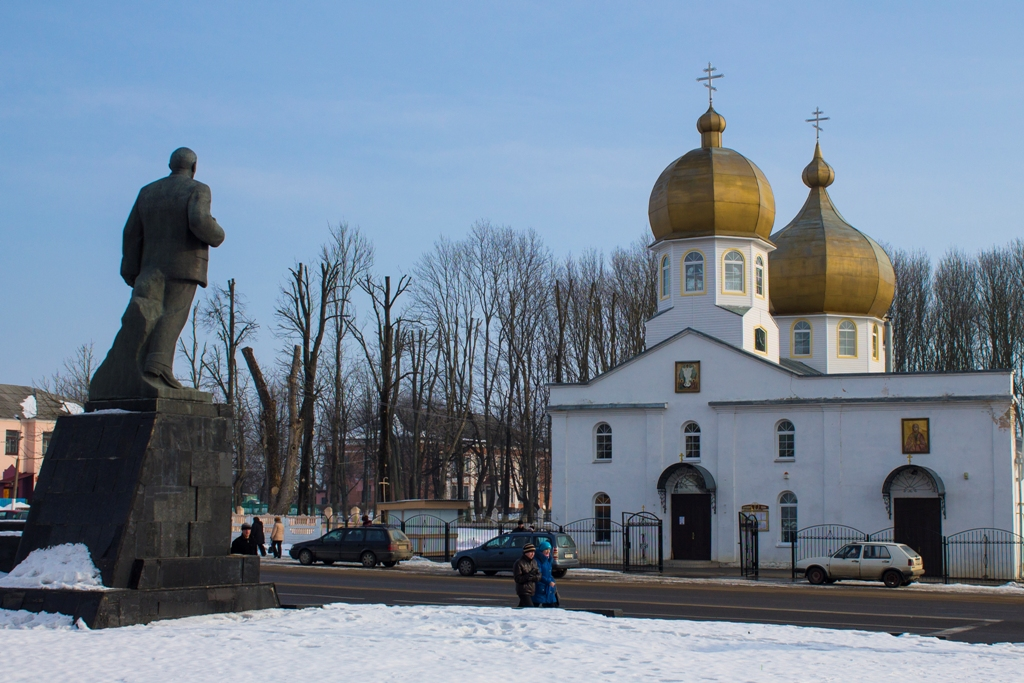
Kryčaŭ
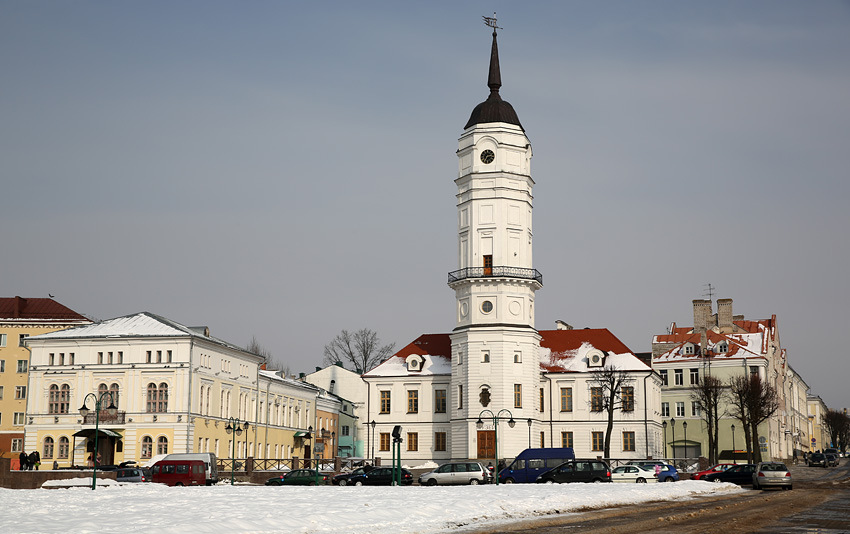
Mahilioŭ
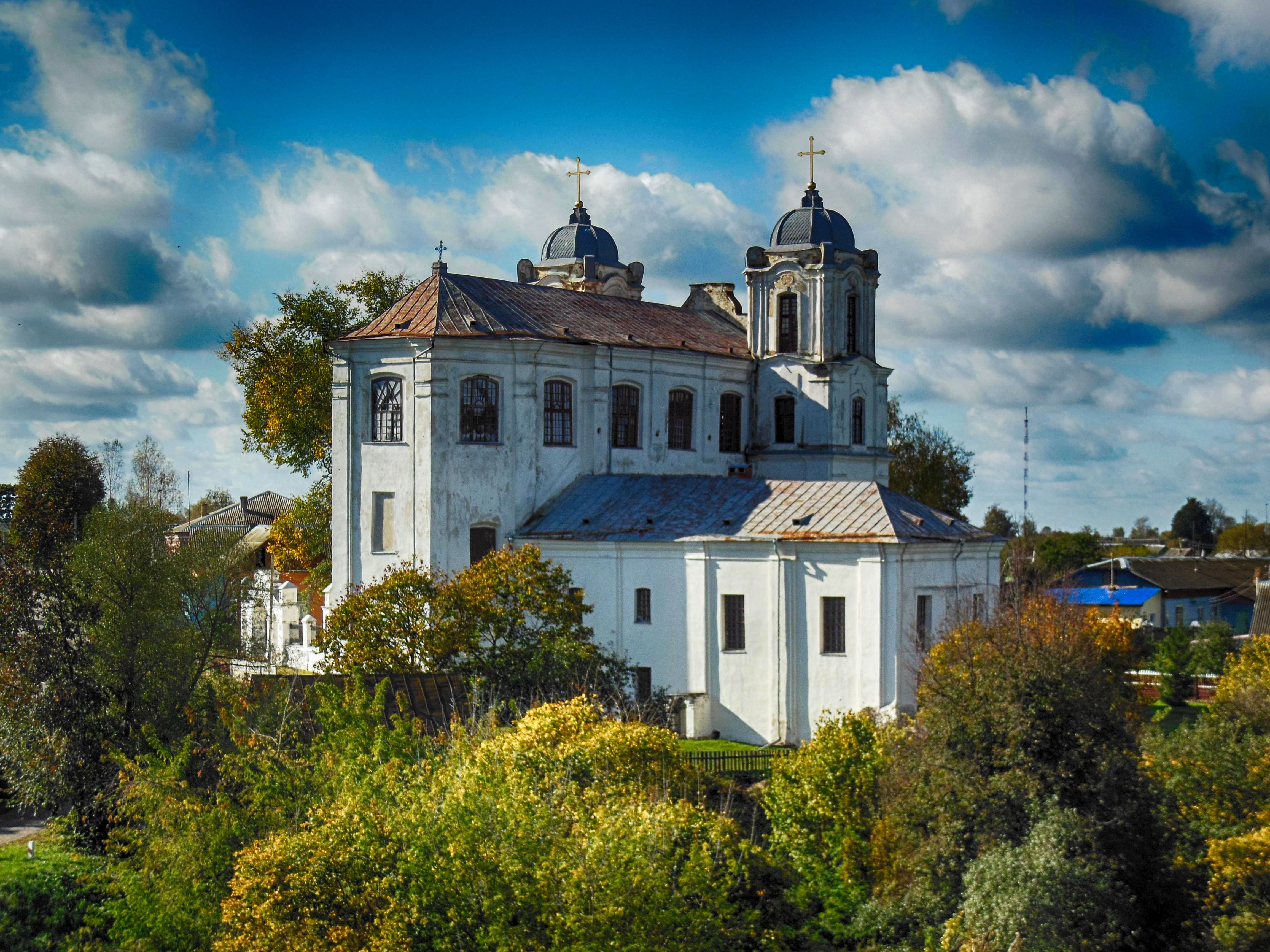
Mscislaŭ
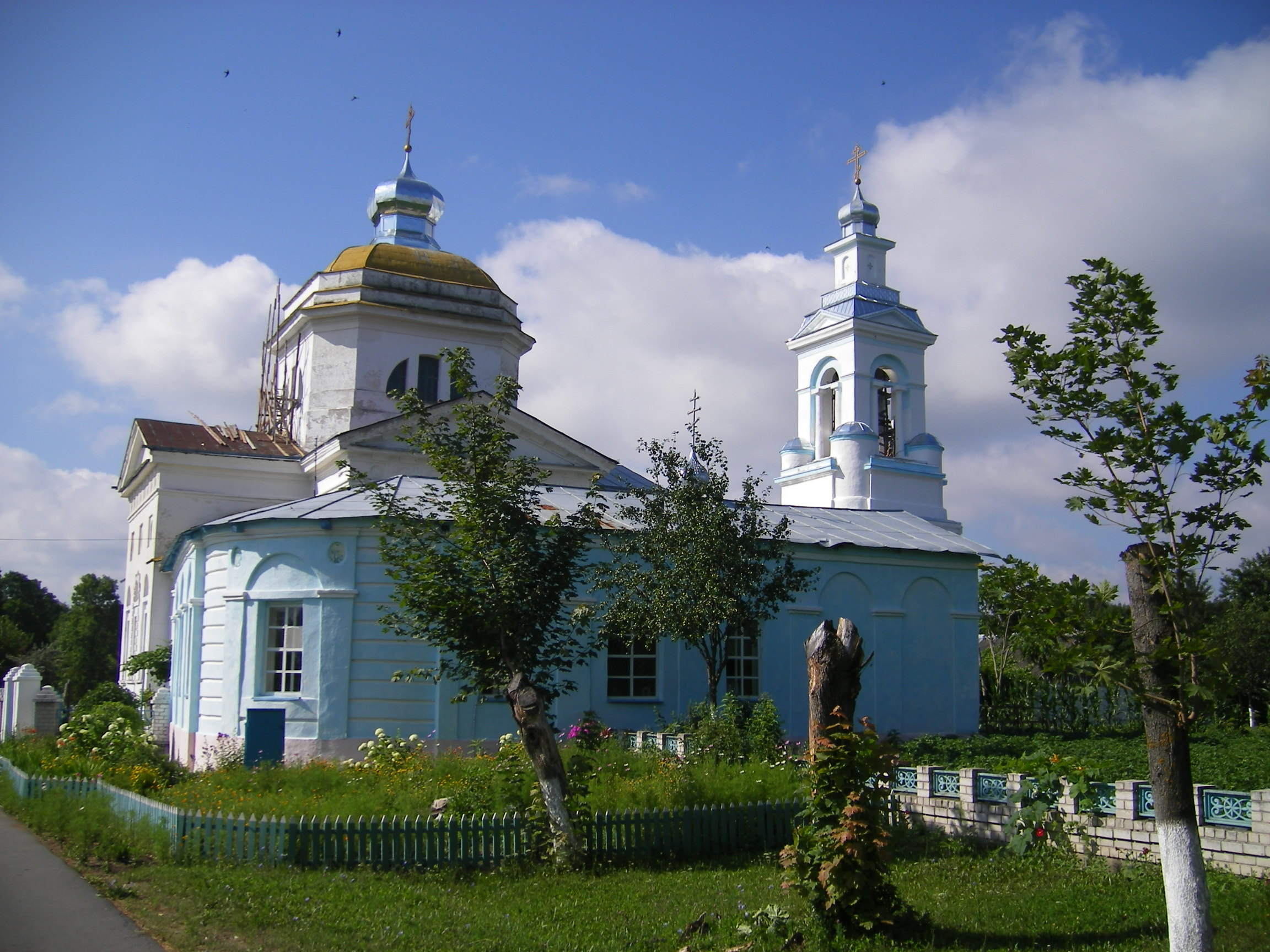
Slaŭharad
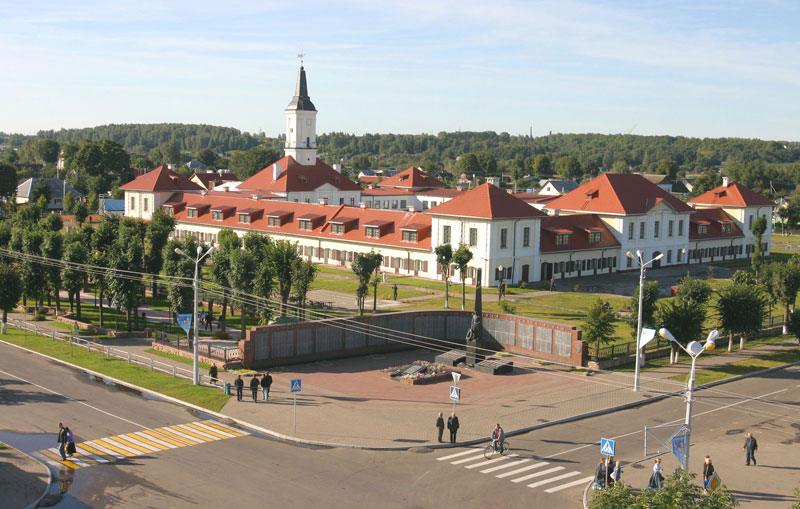
Škloŭ